# (385437) 2003 GH55
(385437) 2003 GH55, também escrito como (385437) 2003 GH55, é um objeto transnetuniano que está localizado no cinturão de Kuiper, uma região do Sistema Solar. Este objeto é classificado com um cubewano. Ele possui uma magnitude absoluta de 5,8 e tem um diâmetro estimado com cerca de 178 km.

## Descoberta
(385437) 2003 GH55 foi descoberto no dia 1 de abril de 2003 pelo Deep Lens Survey.

## Órbita
A órbita de (385437) 2003 GH55 tem uma excentricidade de 0,084 e possui um semieixo maior de 44,371 UA. O seu periélio leva o mesmo a uma distância de 40,646 UA em relação ao Sol e seu afélio a 48,096 UA.